# Karl August Seidler
Karl August Seidler (auch: Carl August Seidler und Ferdinand August Seidler) (* 13. September 1778 in Berlin; † 27. Februar 1840 ebenda) war ein deutscher Musiker.

## Leben
Karl August Seidler wurde bereits als zehnjähriges Kind 1788 in der preußischen Hofkapelle des Königs Friedrich Wilhelm II. aufgenommen und nach seiner Konfirmation erhielt er eine Anstellung dort Hofmusikus. Er beeindruckte als Violinspieler durch seine Intonation, weichen Ton, Eleganz und Sauberkeit des Vortrages. Weitere Mitspieler in der königlichen Kapelle waren Karl Friedrich Heinrich Haack und Carl Moeser.
Nach dem Tod von Friedrich Wilhelm II. machte er 1797 eine Kunstreise durch Deutschland, Holland, Frankreich und Russland, anschließend hielt er sich von 1811 bis 1816 in Wien auf. 1816 wurde er als erster Geiger in der Königlichen Hofkapelle zu Berlin angestellt und wurde später, neben Carl Moeser, Konzertmeister.
Ein Schlaganfall führte 1837 zu seiner Pensionierung.
1812 heiratete er in Wien Karoline Seidler-Wranitzky, eine Tochter des Komponisten Anton Wranitzky. In den ersten Jahren ihrer Ehe bereisten sie verschiedene Städte in Österreich und Süddeutschland. Ihre gemeinsame Tochter Marie (* unbekannt; † 1876) heiratete 1834 den Augenarzt Johann Christian Jüngken.